# 鄂圖曼遠征亞齊
奥斯曼舰队对亚齐的访问和奥斯曼舰队向亚齐的进军——1566-1567 年为建立奥斯曼帝国和亚齐苏丹国关系而派遣的奥斯曼海军远征队。1560 年代上半叶，亚齐苏丹阿拉丁·里亚特·沙阿·卡哈尔向伊斯坦布尔派遣了外交使团。他承认苏丹苏莱曼大帝是 伊斯兰教的哈里发，并请求他帮助对抗葡萄牙人。奥斯曼人同意帮助亚齐对抗葡萄牙人。海军上将 Kurtoglu Hizir Rais 领导了海军战役。奥斯曼海军使团为与葡萄牙人作战的亚齐人带来了火器。为了换取土耳其人的军事援助，亚齐人用珍珠、钻石和红宝石回禮。

## 鄂圖曼-亞齊關係
至少在1530年代時，鄂圖曼帝國與亞齊蘇丹國便已經有了非正式的聯盟關係。是以，蘇丹阿拉丁希望可以發展正式的聯盟，這樣他既可試圖驅逐殖民麻六甲的葡萄牙人，又可實現他往蘇門答臘擴張的理念。根據葡萄牙的海軍上將費爾南·門德斯·平托之紀錄，最早抵達亞齊的鄂圖曼帝國艦隊，是由300名鄂圖曼人（包括埃及人），以及斯瓦希里人、來自摩加迪休的索馬利人，還有一些城邦國的成員（如來自提䫻與特達的信德人、來自蘇拉特的古吉拉特人、來自詹吉拉蘇丹國的馬拉巴爾人，及分布在海洋東南亞的巴塔克人）組成。
在1562年之後，亞齊似乎已經得到了鄂圖曼帝國的增援，實力的增強使他在1564年得以征服啞魯國與柔佛蘇丹國。

## 鄂圖曼的遠征

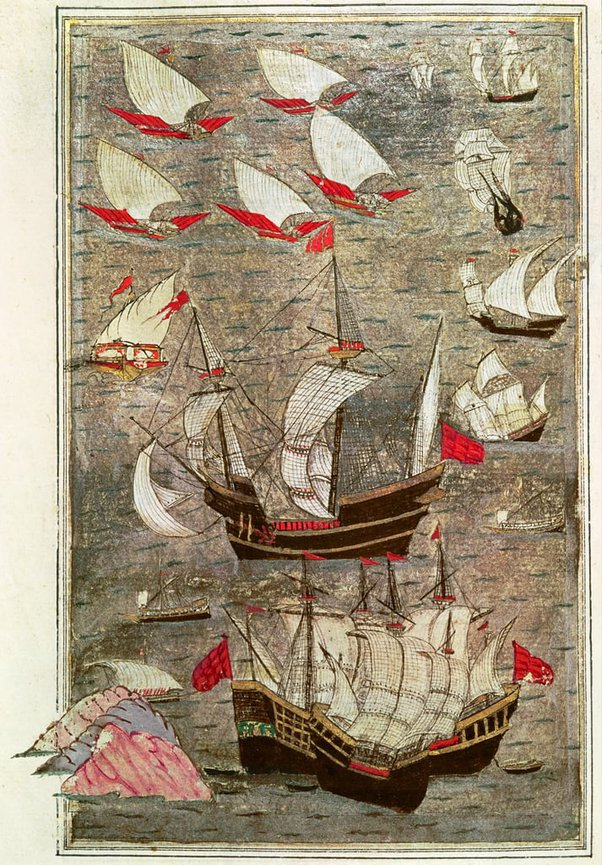
16世紀在印度洋的鄂圖曼帝國艦隊

1564年蘇丹阿拉丁派遣使者到君士坦丁堡。在給樸特的信息中，亞齊蘇丹稱鄂圖曼統治者為伊斯蘭世界的哈里發。
在蘇萊曼大帝死去後，繼任的塞利姆二世下令將船艦送給亞齊，為此，鄂圖曼艦隊派遣了許多士兵、槍匠和工程師，以及充足的武器和彈藥裝備。第一批出發的艦隊由配備15門火砲的槳帆船組成，儘管途中她不得不去支援葉門的叛亂。到了1566-67年時，只有兩艘船艦到達，但隨後其他的艦船與貨船陸續到達。第一次遠征由庫爾托奧盧·赫齊爾·雷斯進行，亞齊人用珍珠、鑽石和紅寶石支付了該運費。1568年，亞齊軍隊圍攻了麻六甲，然鄂圖曼人似乎沒有直接此戰，不過，鄂圖曼人似乎可為戰役提供大砲，但由於對賽普勒斯的持續入侵和亞丁的起義，他提供的數量十分有限。
隨後，鄂圖曼人教亞齊人如何製造大砲，很快地，這項技術就傳遍了整個海洋東南亞。這些稀有的大砲有許多後來被歐洲殖民者俘獲；之後他們即被融化，並被做成亞齊數座荷蘭教堂的鐘。其中，一些鐘上甚至還留有最初的鄂圖曼紋章。到了17世紀初，亞齊蘇丹國已經擁有約1200門中型青銅大砲及約800件相關武器，如佛郎機砲、鉤銃等等。

## 後果

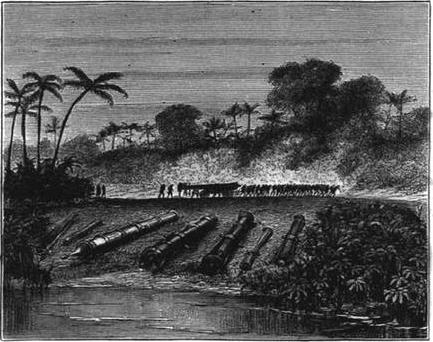
在1874年被荷蘭人拆除的鄂圖曼、亞齊大砲。圖源於倫敦新聞畫報。

此遠征最終使亞齊與鄂圖曼帝國的交流增加許多，比如軍事、文化、商業、宗教等等。日後的歷代亞齊蘇丹仍與鄂圖曼帝國進行相關交流；亞齊的船隻似乎被允許可掛上鄂圖曼旗幟。
這兩國之間的聯盟關係對葡萄牙人構成重大威脅，因此他開始阻止他們在印度洋建立貿易壟斷地位。亞齊是葡萄牙人的主要商業對手，尤其是在伊斯干達·穆達統治時期，該國擁有裝備精良的1200門大砲和800支佛朗機槍和火槍，並且可能比葡萄牙人控制更多的香料貿易。隨後，葡萄牙人制定了進攻紅海和亞齊的計劃，但由於印度洋艦隊人手不足的問題而以失敗落幕。
當亞齊在1873年被荷蘭人入侵，隨後爆發亞齊戰爭時，亞齊便以早年與鄂圖曼帝國的協議，宣稱自己是鄂圖曼帝國的附屬國。這一說法遭到了西方列強的拒絕，因為他們害怕去開創先例。亞齊隨後再次向鄂圖曼人請求軍事增援，但那些原本指定幫助的艦隊，最後被被轉移到葉門以鎮壓那裡的宰德派叛亂。

## 註腳
1. 1 2 3 4 5 6 7 8 9 10  Islam in the Indonesian world: an account of institutional formation Azyumardi Azra p.169 ff  （页面存档备份，存于）
2. 1 2 3 4  .   [2022-04-12]. （原始内容存档于2023-03-12）.
3. ↑  .   [2022-04-12]. （原始内容存档于2023-07-27）.
4. 1 2 3  A Splendid Exchange: How Trade Shaped the World William J. Bernstein p.191 ff （页面存档备份，存于）
5. ↑  .   [2022-04-12]. （原始内容存档于2023-07-27）.
6. ↑  .   [2022-04-12]. （原始内容存档于2023-08-07）.
7. ↑  Palabiyik, Hamit, Turkish Public Administration: From Tradition to the Modern Age, (Ankara, 2008), 84.
8. ↑  Ismail Hakki Goksoy.  (PDF).   [2018-04-13]. （原始内容 (PDF)存档于2008-01-19）.
9. ↑  .   [2022-04-12]. （原始内容存档于2023-08-07）.